# Spinalobus rodmani
Spinalobus rodmani är en tvåvingeart som beskrevs av Webb 2007. Spinalobus rodmani ingår i släktet Spinalobus och familjen stilettflugor. Inga underarter finns listade i Catalogue of Life.